# Bhandara opacipennis
Bhandara opacipennis är en insektsart som beskrevs av Young 1986. Bhandara opacipennis ingår i släktet Bhandara och familjen dvärgstritar. Inga underarter finns listade i Catalogue of Life.